# Zeugenbeweis
Der Zeugenbeweis ist die häufigste und zugleich fehleranfälligste Form der Beweiserhebung im gerichtlichen Verfahren. Gegenstand des Zeugenbeweises ist grundsätzlich die Erklärung eines Zeugen über eigene (körper-)sinnliche Wahrnehmungen (z. B. visuell, akustisch, taktil, kinästhetisch, olfaktorisch, gustatorisch). Es handelt sich bei dem Beweis durch ein Zeugnis um einen Strengbeweis. Die Art seiner Erhebung ist in verschiedenen Verfahrensformen unterschiedlich geregelt und unterliegt natürlich auch in den jeweiligen nationalen Rechtsordnungen unterschiedlichen Regelungen. Die Rechtslage in Deutschland ist folgende:

## Zivilprozessrecht
Der Zeuge wird zunächst durch den Vorsitzenden des Spruchkörpers beziehungsweise den Einzelrichter befragt. Dem geht die Belehrung des Zeugen über seine Wahrheitspflicht voraus (§ 395 ZPO). Am Beginn der Befragung stehen die Angaben des Zeugen zur Person (§ 395 Abs. 2 ZPO). Sodann ist der Zeuge zu veranlassen, das wiederzugeben, was ihm über den Gegenstand der Vernehmung bekannt ist (§ 396 Abs. 1 ZPO). Dieser Bericht des Zeugen ist von der sich anschließenden Befragung zu unterschieden. Da der Zeuge hier frei berichten soll, sind Zwischenfragen, Hinweise und Lenkungen zu unterlassen. Nach dem Bericht folgt die Befragung durch den Vorsitzenden (§ 396 Abs. 2 ZPO); hiernach ist den Mitgliedern des Gerichts, also den beisitzenden Richtern, Gelegenheit zur Befragung zu geben (§ 396 Abs. 3 ZPO).
Für die Befragung des Zeugen durch die Parteien und deren Bevollmächtigte sieht das Gesetz als Regelfall vor, dass diese den Vorsitzenden veranlassen, dem Zeugen Fragen vorzulegen (§ 397 Abs. 1 ZPO). Demgegenüber dominiert in der Praxis die unmittelbare Befragung des Zeugen, die den Parteien gestattet werden kann, den Prozessbevollmächtigten hingegen auf Verlangen gestattet werden muss (§ 397 Abs. 2 ZPO).

## Strafprozessrecht
Im Strafprozess ist besonders zu beachten, dass der Angeklagte nach der Europäischen Menschenrechtskonvention das Recht hat, mit Belastungszeugen konfrontiert zu werden und diese zu befragen (Art. 6 EMRK). Die Regelung zu Zeugen sind in §§ 48 ff. StPO genannt. Auch hier sieht das Gesetz vor, dass der Zeuge zunächst einen freien Bericht zu geben hat, bei dessen Ableistung er nicht zu unterbrechen ist. Danach wird er – außer im Falle des Kreuzverhörs – durch den Vorsitzenden vernommen. Üblicherweise erteilt dieser sodann das Fragerecht in dieser Reihenfolge an die beisitzenden Richter, die ehrenamtlichen Richter, den Vertreter der Staatsanwaltschaft, den Vertreter der Nebenklage beziehungsweise den Vertreter des Adhäsionsklägers, die Sachverständigen und sodann an die Strafverteidiger; später an die im Verfahren anwesenden Parteien (Neben- und Adhäsionskläger und Angeklagte). Diese Reihenfolge hat sich zwar als übliches Vorgehen herausgestellt, sie ist jedoch nicht gesetzlich vorgeschrieben. Der Vorsitzende kann das Fragerecht nach seinem Ermessen erteilen.
Problematisch ist, ob der Vorsitzende das Fragerecht auch entziehen oder unterbrechen kann. Dies darf jedenfalls nur aus einem sachlichen Grund und im Ausnahmefall geschehen.

## Beweiswürdigung
Wie jedes andere Beweismittel muss auch der Zeuge "gewürdigt" werden. Die Beweiswürdigung ist ein wertender Akt des erkennenden Gerichts und muss ergeben, inwieweit das Beweismittel Erkenntnisse über das tatsächliche Geschehen, über welches Beweis erhoben werden soll, vermittelt. Sie ist regelmäßig Aufgabe des Gerichts. Nur in Ausnahmefällen kann es erforderlich sein, einen Sachverständigen hinzuzuziehen, etwa wenn der Zeuge an einer psychischen Erkrankung leidet und es dem Gericht nicht möglich ist, aus eigener Sachkunde festzustellen, welcher Teil der Aussage auf echten Erinnerungen und welcher Teil auf wahnhaftem Erleben beruht. Das von dem Sachverständigen erstellte Gutachten wird häufig als Glaubwürdigkeitsgutachten bezeichnet, ist aber in den meisten Fällen ein Glaubhaftigkeitsgutachten, weil es nicht auf die abstrakte Glaubwürdigkeit einer Person, sondern auf die konkrete Glaubhaftigkeit der jeweiligen Aussage ankommt.

## Grenzen und Problematik des Zeugenbeweises
Eine Hauptfunktion des Zeugen im Strafprozess besteht darin, Personen wiederzuerkennen, Täter und Tatbeteiligte durch Erkennen zu identifizieren und Tathandlungen zu beschreiben. Die Wahrnehmungsfähigkeit des Menschen in der Wiedererkennung ist unzuverlässig und zumindest individuell höchst verschieden ausgeprägt. Aus diesen Wahrnehmungsprozessen sind jene verobjektivierbare Elemente der Wiedererkennung herauszufiltern, die von der Beobachtungszeit und der Leistungsfähigkeit des Gedächtnisses des Zeugen unabhängig sind. Zeugen und deren Aussagen sind ein unverzichtbares, aber auch umstrittenes Beweismittel, da sie und deren Beweiswert aufgrund der unkalkulierbaren Einflüsse aus ihrer Persönlichkeit und verschiedener situativer Faktoren als nur bedingt zuverlässig gelten. Häufig gibt es Fehler, Irrtümer und Täuschungen beim Zeugenbeweis, in der Regel enthalten Zeugenaussagen auch unzutreffende Bestandteile. Skepsis gegenüber ist nicht nur bei „problematischen Zeugen“ angebracht, sondern auch die redlichsten, aufmerksamsten und bemühten Zeugen sind nicht vor Irrtümern gefeit. Irrtümer, individuelle Fehler und strukturelle Verzerrungen können auch bei denkbar optimalen Wahrnehmungs- und Reproduktionsbedingungen vorkommen. Strukturelle Grenzen der Wahrnehmungs-, Verarbeitungs- und Wiedergabefähigkeit des Zeugen und spezifische Zeugentypologien beeinflussen den Realitätsgehalt von Zeugenaussagen. Zeugen geben die Realität nicht neutral und objektiv wieder, sondern durch Zeugenbeweise wird forensische Realität geschaffen. Die Einschätzung eines Zeugen als „glaubwürdig“ bedeutet deshalb keinesfalls, dass die Aussage auch „wahr“ ist. Auch der redlichste Zeuge kann irren.
Fehlerhafte Zeugenaussagen werden auch durch die Vernehmenden (Polizei, Staatsanwalt, Richter, Verteidiger), oft durch die Reproduktionsumstände (Kommunikationsverzerrungen bei der Vernehmung), verursacht. Bestimmte Situationen (z. B. Wahrnehmung bei Dunkelheit oder sehr schnelle Ereignisse), subjektive Voraussetzungen bei Zeugen (Alter, Behinderung, Drogen, Krankheit, psychische und physische Überforderung) haben ein besonders hohes Irrtums- und Verzerrungspotential in sich. Es gibt praktisch nichts, worauf sich Strafjuristen bei einer Zeugenbekundung sicher verlassen dürfte, außer: „Irrtum ist nicht ausgeschlossen“ und „Irren ist menschlich“. Beim Zeugenbeweis gibt es häufig böse Überraschungen, ein Zeuge stellt sich oft als ein unzuverlässiges Beweismittel dar.
Die Phasen der Erinnerung besteht aus den drei Abschnitten Kodierung, Speicherung und Abruf. Den fließenden Übergängen der Phasen durch die Verbindungen der vorhergehenden und nachfolgenden Phase folgt noch eine vierte Phase der Bewertung durch Juristen.  Physiologische Grenzen des Gedächtnisses charakterisieren die „Minderleistungen des Gedächtnisses“, die sich in erster Linie in einer allgemeinen „Verblassungstendenz“ des Erinnerten festzustellen. Nach etwa einer Woche nach einem bestimmten Ereignis sind regelmäßig nur noch etwa zehn Prozent der ursprünglichen Erinnerungen vorhanden. Die Wiedergabetreue wird weiterhin durch eine „Anreicherungstendenz“ beeinflusst, die sich in einer „Ausschmückung jener blassen Erinnerungsstücke“, die noch im Gedächtnis geblieben sind, auswirkt. Zu den  Falschleistungen zählen auch die „Lückenfüller“ und „Erinnerungsverfälschungen“, wie auch eine „Suggestion durch Falschinformation“, womit bei Befragungen neue Details in das erinnerte Geschehen bei der befragten Person eingefügt werden oder andere Details verändert werden.
Ein besonders Fehlerquelle stellt die Aufnahme von Zeugenaussagen in Form polizeilicher Protokolle dar: Da hier praktisch alle der vorangehend genannten Fehlerquellen additiv zum Tragen kommen und zusätzlich auch noch die Unzulänglichkeiten der Protokollführung hinzutreten, speziell die „Versuchung des Protokollierenden, die Aussage in seiner Sprache aufzunehmen“ werden bewusst oder unbewusst Inhalte verändert. Vernehmungsprotokolle können in aller Regel nicht als Ausdruck geglückter Wirklichkeitsreproduktion angesehen werden, sondern müssen eher als Endprodukte missglückter, verzerrter Kommunikation und insofern als Wirklichkeitsfiktionen erscheinen, die ihren offiziellen Zweck genauso wie die subjektive Sichtweise des Vernommenen verfehlen.
Dennoch kommt der Würdigung von Zeugenaussagen und ihren Beweiswert im Strafprozess besondere Bedeutung zu, da dies nach der Rechtsprechung ureigenste Aufgabe des Gerichts ist. Die Strafprozeßordnung wird auf den Zeugen in absehbarer Zeit nicht verzichten können, auch andere Beweismittel haben ihre jeweiligen Schwächen und Fehlerquellen. Die Verfahrensbeteiligten sollten die typischen Fehlerquellen von Zeugenaussagen kennen und wenigstens die vermeidbaren forensisch induzierten Trübungen authentischer Zeugenerinnerungen unterlassen bzw. verhindern. Sehr wichtig ist es stets, sehr früh alle denkbaren Zeugen zu ermitteln und zu befragen. Diese Aussagen sind schriftlich oder auf Ton- oder Bildmedien zu dokumentieren. Auch die (polizeilichen) Ermittler haben ihre (oft handschriftlichen) Feststellungen und Notizen in Vermerken und Berichten festzuhalten. Die widrigen Umstände des Personalbeweises haben im Laufe der Jahre zur Folge, dass sich Polizei und Justiz wesentlich auf den Sachbeweis konzentrieren, der sich überwiegend auf die Möglichkeiten eine Kriminaltechnik stützt. Im Bewusstsein der grundsätzlichen Problematik des Zeugenbeweises ist es nicht ausgeschlossen, dass bei einem fairen Prozessverlauf und einem aufrichtigen Bemühen um Wahrheit ein Urteil zustande kommt, das als forensisch wahr anzusehen ist und dem Ideal der Gerechtigkeit nahekommt.